# Ordinario
Ordinario (wł. zwykły, skrót ord.) – oznaczenie wykonawcze, polecające powrót do konwencjonalnej artykulacji na instrumencie smyczkowym, czyli wydobycia dźwięku włosiem smyczka ze strun pomiędzy podstrunnicą a podstawkiem, po uprzednim wprowadzeniu oznaczenia col legno, sul ponticello, sul tasto lub flautando. Stosowane jest również dla wskazania zakończenia gry w sposób perkusyjny (np. poprzez stukanie w pudło rezonansowe).
W muzyce XX i XXI wieku określenie ordinario stosuje się także w zapisie dla innych instrumentów, np. dętych lub fortepianu - podobnie, jak w przypadku instrumentów smyczkowych na oznaczenie zakończenia gry w sposób nieswoisty dla danego instrumentu.